# 默里角
79°35′S 160°11′E / 79.583°S 160.183°E
默里角（英語：Cape Murray）是南極洲的海岬，位於希拉里海岸，處於卡萊恩冰川終點北面，由英國探險隊發現，該海岬現時由南極條約體系管理。
 本条目引用的公有领域材料来自美国地质调查局的文档 《默里角》 （資料來自地名信息系统）。